# Passenger (schwedische Band)
Passenger ist eine schwedische Alternative-Metal-Band aus Göteborg, die 1995 unter dem Namen Cliff gegründet wurde.

## Geschichte
Das Projekt Passenger existierte bereits seit den Jahren 1995/1996 und wurde vom Schlagzeuger Patrik J. Sten und dem Gitarristen Niclas Engelin unter dem Namen Cliff gegründet. Der Grund für die Gründung war für die beiden, Musik zu spielen, die ihren vorherigen Bands nicht entsprach. Die beiden begaben sich ins Studio Fredman, wo sie zwei Lieder aufnahmen, die jedoch nie veröffentlicht wurden. Danach war Engelin mit Gardenian beschäftigt, während Sten bei Transport League tätig war, wodurch das Projekt pausieren musste. 1997 kam Engelin als Tour-Gitarrist zu In Flames. Engelin konnte den In-Flames-Sänger Anders Fridén für Passenger begeistern, woraufhin die Projekt-Arbeiten wieder aufgenommen wurden. Mit Sten, der auch wieder hinzukam, und dem Bassisten Håkan Skoger (Headplate) wurde die Besetzung vervollständigt. Die Band wurde daraufhin seit dem Jahr 2000 ernsthaft betrieben. Im Sommer desselben Jahres wurde ein erstes Demo aufgenommen, dem ein zweites im Frühling 2001 folgte. Im Sommer und Herbst begab sich die Band in das Phlat Planet Studio von Anders Fridén, das sich im selben Gebäude wie das Studio Fredman befand, sodass dort das aufgenommene Material fertiggestellt abgemischt wurde. Dies war der Band hauptsächlich dadurch möglich, dass Sten dort als Tontechniker arbeitete. Im Jahr 2003 erschien daraufhin das selbstbetitelte Debütalbum bei Century Media. Bis zu diesem Zeitpunkt hatte die Band noch keine Konzerte abgehalten. Dies änderte sich im Dezember desselben Jahres, indem Auftritte in Europa zusammen mit Moonspell, Lacuna Coil und Poisonblack folgten. Im März 2004 begab sich die Band ins Studio, um ein neues Album aufzunehmen, ehe es im April 2004 im Studio Fredman abgemischt wurde. Das Album wurde jedoch nicht veröffentlicht. Stattdessen widmeten sich die Mitglieder wieder ihren anderen oder komplett neuen Bands. So gründete Niclas Engelin im März 2005 die Band Engel. In einem Interview mit Mike S. von metalunderground.com im Jahr 2012 gab Engelin an, dass bei den Aufnahmen 14 oder 15 Lieder entstanden waren, diese jedoch wieder verworfen wurden, da die Mitglieder diese als ungeeignet empfanden. Laut Engelin sei die Zukunft der Band ungewiss, da er zu sehr durch seine Familie und die Tätigkeit bei Engel beschäftigt sei.

## Stil
Laut Bandbiografie auf centurymedia.com ist die Band durch Gruppen wie Handsome, Chum, Helmet, Depeche Mode und The Posies beeinflusst worden. Matthias Weckmann vom Metal Hammer ordnete in seiner Rezension zum Debütalbum die Band dem Alternative Metal zu. Auch wenn die Musiker die Lieder als „[h]arte Grooves mit ein bisschen Pop“ bezeichnen würde, seien die Lieder dennoch derb und auch die verwendeten Samples seien aggressiv. Der Gesang sei jedoch im Vergleich zu früheren Aufnahmen Fridéns klarer und melodischer. Lieder wie In Reverse, For You und Circus bewögen sich zwischen Alternative- und Industrial-Metal. Laut Patrick Schmidt vom Rock Hard spielt die Band eine Mischung aus modernem Rock und Metal und bezeichnete die Musik als eine Mischung aus Transport League, Disturbed und den ruhigeren Passagen des zuvor erschienenen In-Flames-Albums. David Perri schrieb im Buch The Collector’s Guide of Heavy Metal Volume 4: The ’00s in seiner Rezension zum Debütalbum, dass Passenger eine radiofreundlichere Version von In Flames ist. Anders Fridén sei in derselben Situation wie Corey Taylor in Stone Sour, der sonst bei Slipknot singe. Durch den klareren Gesang höre man das sowohl lyrisch als auch phonetisch nicht einwandfreie Englisch stärker heraus.

## Diskografie

### Alben
- 2003: Passenger

### Singles
- 2003: In Reverse